# Могель, Венсеслао
Венсеслао Могель Эррера (исп. Wenceslao Moguel Herrera; около 1890 — около 1975) — мексиканский студент, оставшийся в живых после расстрела, получив девять пуль, включая контрольный выстрел в голову.
Этот случай произошёл в марте 1915 года, когда в мексиканском штате Юкатан войска полковника Абеля Ортиса Аргумедо подняли мятеж против генерала Сальвадора Альварадо, назначенного губернатором Юкатана правительством Венустиано Каррансы. Участвовавший в беспорядках в городе Алачо Венсеслао Могель был расстрелян в составе группы мятежников и добит контрольным выстрелом в голову, однако, несмотря на всё это, выжил, с наступлением темноты дополз до расположенной неподалёку от места расстрела церкви Святого апостола Иакова и получил там медицинскую помощь.
В 1930-е гг. история Венсеслао Могеля стала достоянием общественности. В 1933 году юкатанский учёный и литератор Сантьяго Мендес Эспадас опубликовал биографию Могеля, записанную с его слов (переиздана в 1967 году под названием «Чудо святого из Алачо, или История расстрелянного»). В 1937 году Могель стал участником популярной радиопередачи Роберта Рипли Ripley’s Believe It or Not!.